# Hartmut König

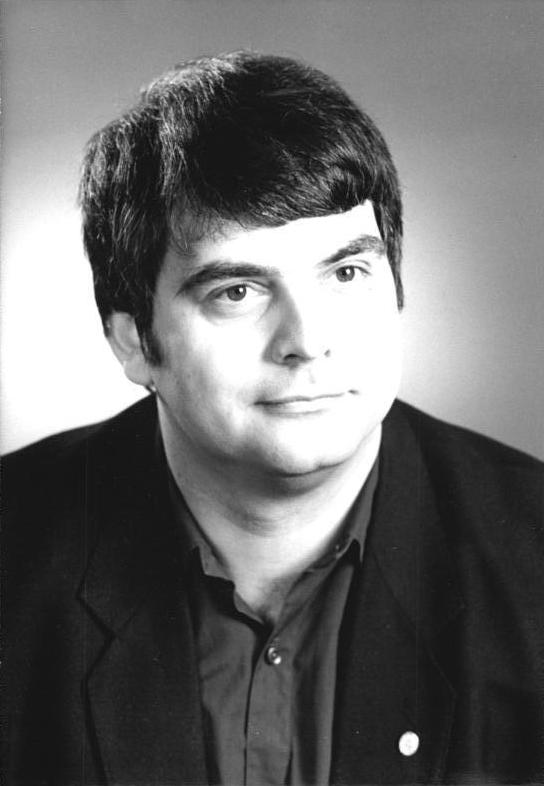
Hartmut König, 1986

Hartmut König (* 14. Oktober 1947 in Berlin) ist ein ehemaliger deutscher Journalist, Liedermacher und FDJ- und SED-Funktionär in der DDR.

## Herkunft und Ausbildung
Hartmut Königs Vater war Handelsvertreter und Werkzeugmacher und seine Mutter Telegrafistin. Nach dem Besuch der POS 1954 bis 1962 erwarb er 1966 sein Abitur auf einer Erweiterten Oberschule (EOS) in Berlin, wobei er gleichzeitig von 1962 bis 1966 eine Berufsausbildung zum Kühlanlagenbauer absolvierte. Nach einem Volontariat beim „Neuen Deutschland“ studierte er von 1967 bis 1971 an der Sektion Journalistik der Leipziger Karl-Marx-Universität. Das bis 1973 anschließende Forschungsstudium wurde 1974 mit seiner Promotion zum Dr. phil. beendet.

## Liedermacher
Von 1964 bis 1971 war König Mitglied der Beatgruppe „Team 4“, die 1967 in „Thomas Natschinski und seine Gruppe“ umbenannt wurde, und von 1966 bis 1973 des „Oktoberklubs“. Ab 1964 schrieb er für seine Gruppen zahlreiche Lieder und Gedichte, unter anderem Sag mir, wo du stehst. 
1966 schrieb er die Musik für den Dokumentarkurzfilm Bei uns im Mai von Karl Gass. Einige Liedtexte aus dem DEFA-Film Heißer Sommer (1968) stammen ebenfalls von ihm (Wir, Woher willst Du wissen, wer ich bin?, Ein Sommerlied, Es war einmal ein Mädchen). Bekannt ist auch das Lied Mokka-Milch-Eisbar von Hartmut König und Thomas Natschinski aus dem Jahr 1969. Dieser Song fand Jahre später Eingang in den Soundtrack des 2003 veröffentlichten Films Good Bye Lenin!

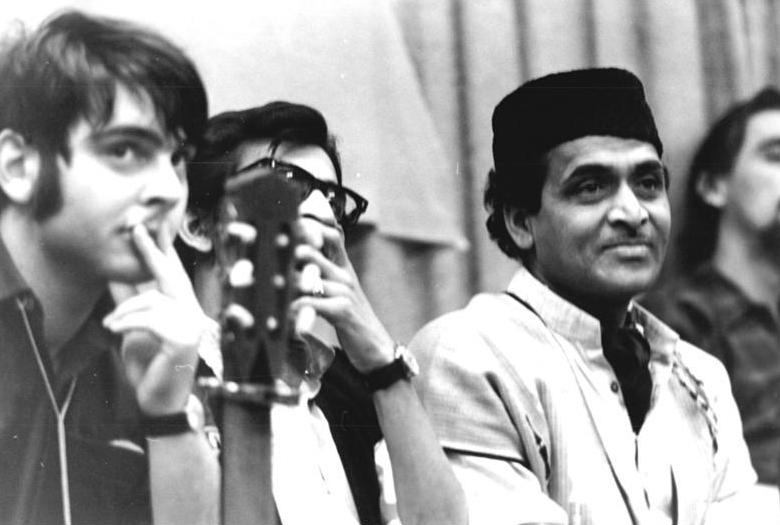
Ost-Berlin, 3. Festival des politischen Liedes, mit Bhupen Hazarika (rechts)

## Beruf und Politik
König war 1961 in die FDJ und 1967 in die SED eingetreten. Von 1973 bis 1976 war er als FDJ-Vertreter Chefredakteur der Weltstudentennachrichten, des Zentralorgans des Internationalen Studentenbundes in Prag. Im Juni 1976 wechselte er ins Büro des Zentralrates und wurde Sekretär des Zentralrates der FDJ, zunächst für internationale Arbeit und ab 1979 für Kultur. Am 16. Dezember 1988 wurde er aus dieser Funktion verabschiedet und mit der Ernst-Thälmann-Medaille, der höchsten Medaille der FDJ, ausgezeichnet.
Seit 1979 war er außerdem Mitglied der Kulturkommission beim Politbüro des Zentralkomitees der SED, ab 1981 Kandidat und von 1986 bis 1989 Mitglied des ZK der SED. Im Januar 1989 wurde er stellvertretender Minister für Kultur und im April 1989 Vizepräsident des neukonstituierten Nationalen Komitees für Gesundheitserziehung der DDR.
Hartmut König war seit 1977 Mitglied des Weltfriedensrats und von 1982 bis 1986 Vizepräsident des Friedensrates der DDR. König trat 1990 aus der SED-PDS aus. Er arbeitete bis 2010 als Prokurist und Anzeigenleiter eines Zeitungsverlages in Brandenburg an der Havel.
König schreibt regelmäßig Beiträge für die Wochenzeitung Unsere Zeit.

## Diskografie
- Porträt in Liedern. Amiga, Berlin 1972
- Sag mir, wo du stehst. Alte und neue Songs. Eulenspiegel-Verlag, Berlin 2019, ISBN 978-3-359-01142-2.

## Autobiografie
- Warten wir die Zukunft ab. Neues Leben, Berlin 2017, ISBN 978-3-355-01866-1.

## Schriften
- Poesiealbum 63. Gedichte. Verlag Neues Leben, Berlin 1972
- Probleme der journalistischen Argumentation. Untersucht und dargestellt an Rundfunk- und Pressebeiträgen der Genres Kommentar, Betrachtung, Reportage, Porträt, Bericht, Interview und Nachricht. Publikation zum Hauptforschungsvorhaben "Anteil und Aufgaben des Journalismus der DDR an der Herausbildung, Förderung und Stabilisierung von sozialistischem Bewußtsein", Etappe 1971–1973. Teil 1, 2 und 3. Kollektivdissertation von Hartmut König, Hartmut Blumenauer, Vera Klieman, Peter Schulze, Peter Sterzing und Karla Thomas. Herausgegeben von der Karl-Marx-Universität Leipzig, Sektion Journalistik, Ag 615/230/75-800, 1975
- Liederbaum. Kinderbuchverlag, Berlin 1986
- Wenn Mauern fallen. Die friedliche Revolution. Von Egon Krenz unter Mitarbeit von Hartmut König und Gunter Rettner, Paul Neff Verlag, Wien 1990
- Ein bildhübscher Schneider in Crossen. Limericks aus tausendundeiner Sitzung. Verlag am Park, Berlin 2021, ISBN 978-3-89793-323-1.
- Das Selbst der Gerechten. Politische Texte eines Jahrzehnts. Verlag am Park, Berlin 2022, ISBN 978-3-89793-352-1.
- Stalin, Dulles und der Galgen in Prag. Doku-Fiction, Das Neue Berlin, Berlin 2025, ISBN 978-3-360-02769-6.